# The Reef (1999)
The Reef é um telefilme estadunidense de 1999, do gênero drama romântico, dirigido por Robert Allan Ackerman, com roteiro de William Hanley baseado no romance The Reef, de Edith Wharton.
The Reef foi ao ar na TV estadunidense em 25 de julho de 1999. Também chamado de Edith Wharton's The Reef,  foi lançado em DVD nos Estados Unidos cinco anos depois como Passion's Way.